# Mnemosyne alexandri
Mnemosyne alexandri är en insektsart som beskrevs av Birgit Löcker 2006. Mnemosyne alexandri ingår i släktet Mnemosyne och familjen kilstritar. Inga underarter finns listade i Catalogue of Life.